# 鶴ヶ島市立富士見中学校
鶴ヶ島市立富士見中学校（つるがしましりつ ふじみちゅうがっこう）は埼玉県鶴ヶ島市富士見二丁目にある公立中学校。

## 沿革
- 1979年（昭和54年）4月1日 - 鶴ヶ島町立富士見中学校として開校
- 1991年（平成 3年）9月 - 市制施行により鶴ヶ島市立富士見中学校となる
- 2010年（平成22年）10月30日 - 合唱コンクールと同時に、開校三十周年記念式典実施
- 2012年（平成24年）9月8日 - 文化部発表会開催

## 部活動
- バスケットボール部 (女)
- テニス部（男･女）
- 剣道部 (男)
- 野球部 (男)
- 陸上部 (男･女)
- バレーボール部 (女)
- 卓球部 (男)
- 吹奏楽部 (男･女)
- 総合美術部 (男･女)
- 科学部 (男･女)